# Jesús Moncada
Jesús Moncada Estruga (Mequinenza, 1º dicembre 1941 – Barcellona, 13 giugno 2005) è stato uno scrittore spagnolo di lingua catalana.
Considerato uno degli autori in catalano più importanti della sua epoca, ha ricevuto vari premi per la sua opera, tra gli altri il Premio Città di Barcellona o il Premio Nazionale della Critica in 1989 per Camí di sirga (Il testamento dei fiume) o la Creu di Sant Jordi, conferita dalla Generalità di Catalogna nell'anno 2001. Nel 2004 ha ricevuto il Premio delle Lettere Aragonesi che ha raccolto dei mesi prima della sua morte.
Jesús Moncada è uno degli autori più tradotti della letteratura in catalano contemporanea. Camí di sirga è stato tradotto a quindici idiomi, tra loro il giapponese e il vietnamita. Moncada anche ha tradotto al catalano numeroso opere in spagnolo, francese e inglese, di autori come Guillaume Apollinaire, Alejandro Dumas, Jules Verne e Boris Vian.